# Kleine Großaugenfledermaus

Verbreitungsgebiet der Kleinen Großaugenfledermaus, jedoch sind die Populationen im Norden Kolumbiens laut IUCN miteinander verbunden.

Die Kleine Großaugenfledermaus (Chiroderma trinitatum) ist eine Art in der Unterfamilie der Fruchtvampire, die in Mittel- und Südamerika vorkommt.

## Merkmale
Mit einer Kopf-Rumpf-Länge von 50 bis 64 mm, einer Unterarmlänge von 37 bis 43 mm und einem Gewicht von 11 bis 18 g ist die Art deutlich kleiner als andere Vertreter der Gattung Chiroderma. Sie hat 8 bis 13 mm lange Hinterfüße, 13 bis 18 mm lange Ohren und ein Schwanz fehlt. Die braune Grundfarbe des Fells der Oberseite entsteht durch Haare, die an der Wurzel dunkelbraun, in der Mitte hellbraun und an den Spitzen wieder dunkelbraun sind. Zusätzlich ist ein völlig weißes Exemplar dokumentiert. Typisch sind ein weißer Aalstrich auf dem Rücken sowie weiße Streifen neben den Augen. Die abgerundeten Ohren sind am Kopf und an den Kanten gelblich sowie im Zentrum braun. Das Nasenblatt besteht aus einer hufeisenförmigen Grundform und einem Aufsatz, der einer Speerspitze gleicht. Die Kleine Großaugenfledermaus hat eine graue Unterseite und hauptsächlich schwarze Flügel. Der Bereich zwischen dem zweiten und dritten Finger ist durchscheinend. Die Schwanzflughaut und Teile des Unterarms sind mit Haaren bedeckt.

## Verbreitung
Das Verbreitungsgebiet reicht vom Osten Costa Ricas über Panama, Kolumbien, Venezuela, die Region Guyanas sowie über Gebiete in Ecuador und Peru östlich der Anden bis ins Amazonasgebiet Brasiliens. Westlich der Anden kommt die Kleine Großaugenfledermaus nur im Norden Kolumbiens und in einer disjunkten Population im Norden Ecuadors vor. Zusätzlich ist sie auf Trinidad heimisch. Die Art lebt im Flachland und in niederen Bereichen der Anden bis 1000 Meter Höhe. Als Habitat werden Regenwälder und andere immergrüne tropische Wälder bevorzugt, obwohl auch Trockenwälder besucht werden.

## Lebensweise
Da die Art selten im Unterwuchs der Wälder gefangen wird, ist anzunehmen, dass sie vorwiegend im Bereich der Baumkronen fliegt. Ein Exemplar ruhte in einer Höhle, in der auch eine Brasilianische Großohrfledermaus (Micronycteris megalotis) wohnte. Die Rufe für die Echoortung sind bis zu 4 Millisekunden lang und erreichen eine maximale Frequenz von 97 Kilohertz.
Die Nahrung besteht hauptsächlich aus Feigen. Neben diesen frisst diese Fledermaus Früchte von Pflanzen der Gattungen Pfeffer (Piper), Vismia, Nachtschatten (Solanum) und Ameisenbäume (Cecropia). Die Kleine Großaugenfledermaus leckt gern an mineralhaltigen Steinen. Trächtige Weibchen sind aus dem Zeitraum von Februar bis Juli bekannt. Pro Wurf wird ein Junges geboren.

## Bedrohung
Landschaftsveränderungen können sich in Teilen des Verbreitungsgebiets negativ auswirken. Die Gesamtpopulation wird von der IUCN als „nicht gefährdet“ (least concern) eingeschätzt.